# Ormet
La société ORMET Srl, créée en 1972, a commencé son activité comme garage automobile pour l'entretien et les réparations de véhicules industriels. Le nom de la société est l'anagramme de Officina Riparazione di Macchine E Trattori - Atelier de Réparation de Machines Et Tracteurs.

## Histoire
Implantée en Vénétie, dans la province de Trévise, elle a connu une croissance rapide et s'est vite diversifiée dans les équipements de levage et de transport, pour les camions comme les grues auxiliaires et les engins de chantier.
Très rapidement elle s'est structurée en quatre divisions :
- Lift & Handling - vente et installation de grues auxiliaires sur camions, chargeurs pour ordures ménagères et bois de chauffe,
- Basket & Platform - production et vente de nacelles et plateformes pour grues auxiliaire sur camion,
- Overmat - production et vente de mélangeurs automatiques mobiles et matériels de logistique pour les chantiers,
- Service - atelier de maintenance pour machines diesel en après-vente et formation.

En 45 ans d'activité, la société a vendu plus de 13.000 grues auxiliaires, 10.000 nacelles, organisé plus de 25 cours de formation sur la sécurité dans la conduite des engins en 2017 et certifié 150 conducteurs de grues et engins en 2017. La société effectue plus de 1.000 visites de conformité de matériels chaque année.

## Histogramme du groupe ORMET
- 1972 - Création de l'entreprise et début de son activité qui de simple atelier d'entretien évolue rapidement en centre de vente et atelier de montage et entretien de grues auxiliaires sur camions,
- 1989 - l'entreprise devient une société anonyme (S.p.A. en Italie)
- 1991 - période de forte expansion avec la création des sociétés RCM S.r.l. et FERCOS S.r.l. dans des grues auxiliaires sur camions,
- 1993 - création de FLEXA S.r.l.
- 1994 - création de IMAI S.r.l. bureau d'études pour la conception de matériels spécifiques pour une clientèle aux besoins particuliers,
- 2001 - création de Chiavesio S.r.l.
- 2003 - création de la holding ORMET Group S.p.a.
- 2006 - création de la marque JEKKO, constructeur spécialiste de mini grues et minipickers,
- 2009/2010 - recentrage de l'activité et cession des participations dans FLEXA S.r.l. et FERCOS S.r.l.. Incorporation dans ORMET S.p.A. de RCM S.r.l. et IMAI S.r.l.
- 2016 - la division JEKKO est sortie de ORMET Group et la société indépendante JEKKO S.r.l. est créée avec la participation du groupe Fassi.